# Пушкари (Козелецкий район)
Пушкари (укр. Пушкарі) — село в Козелецком районе Черниговской области Украины. Население 138 человек. Занимает площадь 0,295 км².
Код КОАТУУ: 7422088902. Почтовый индекс: 17003. Телефонный код: +380 46-46.

## Власть
Орган местного самоуправления — Скрипчинский сельский совет. Почтовый адрес: 17062, Черниговская обл., Козелецкий р-н, с. Скрипчин, ул. Чапаева, 5.